# Gutshaus Leezen

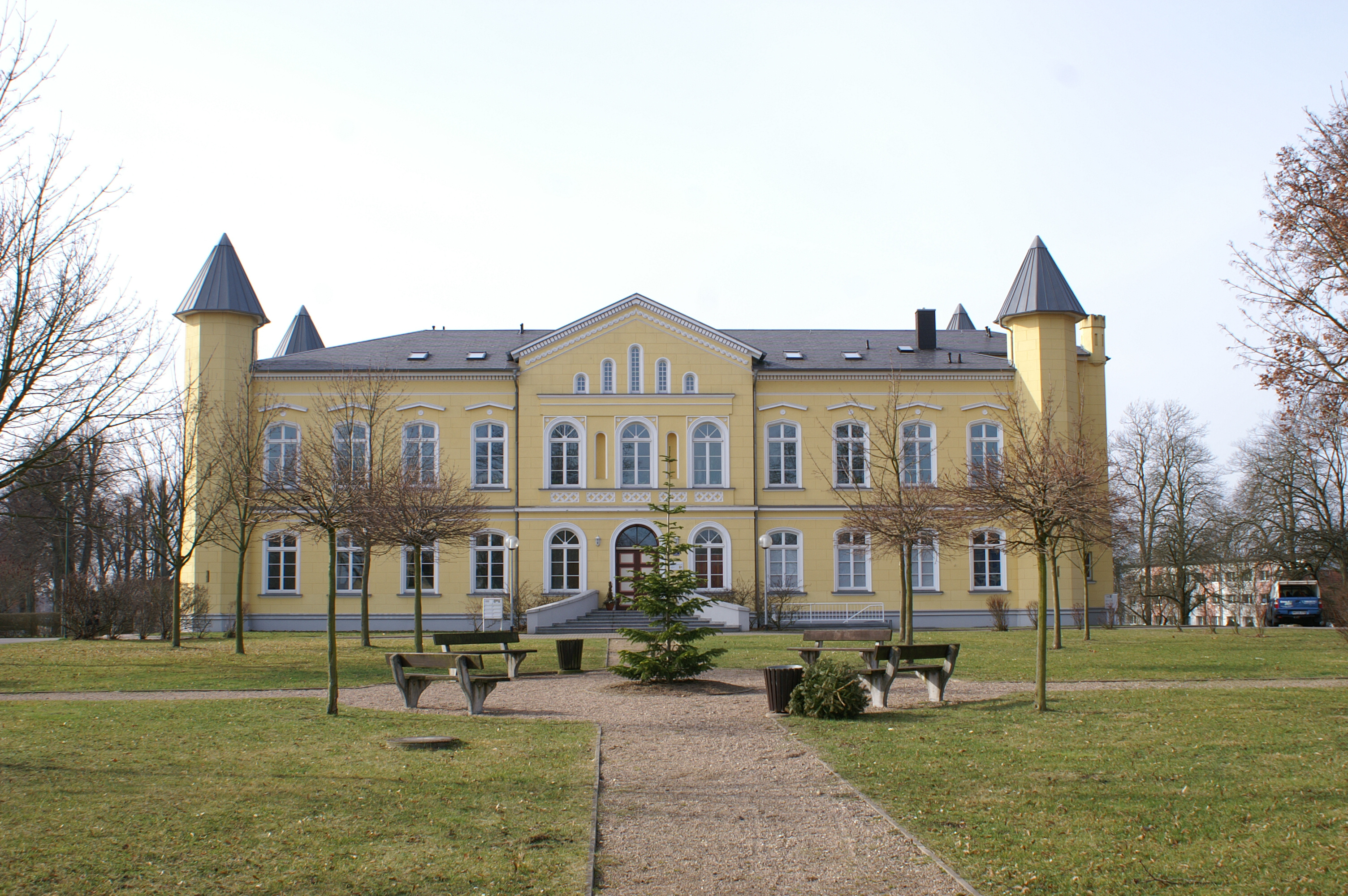
Gutshaus Leezen, Hofseite

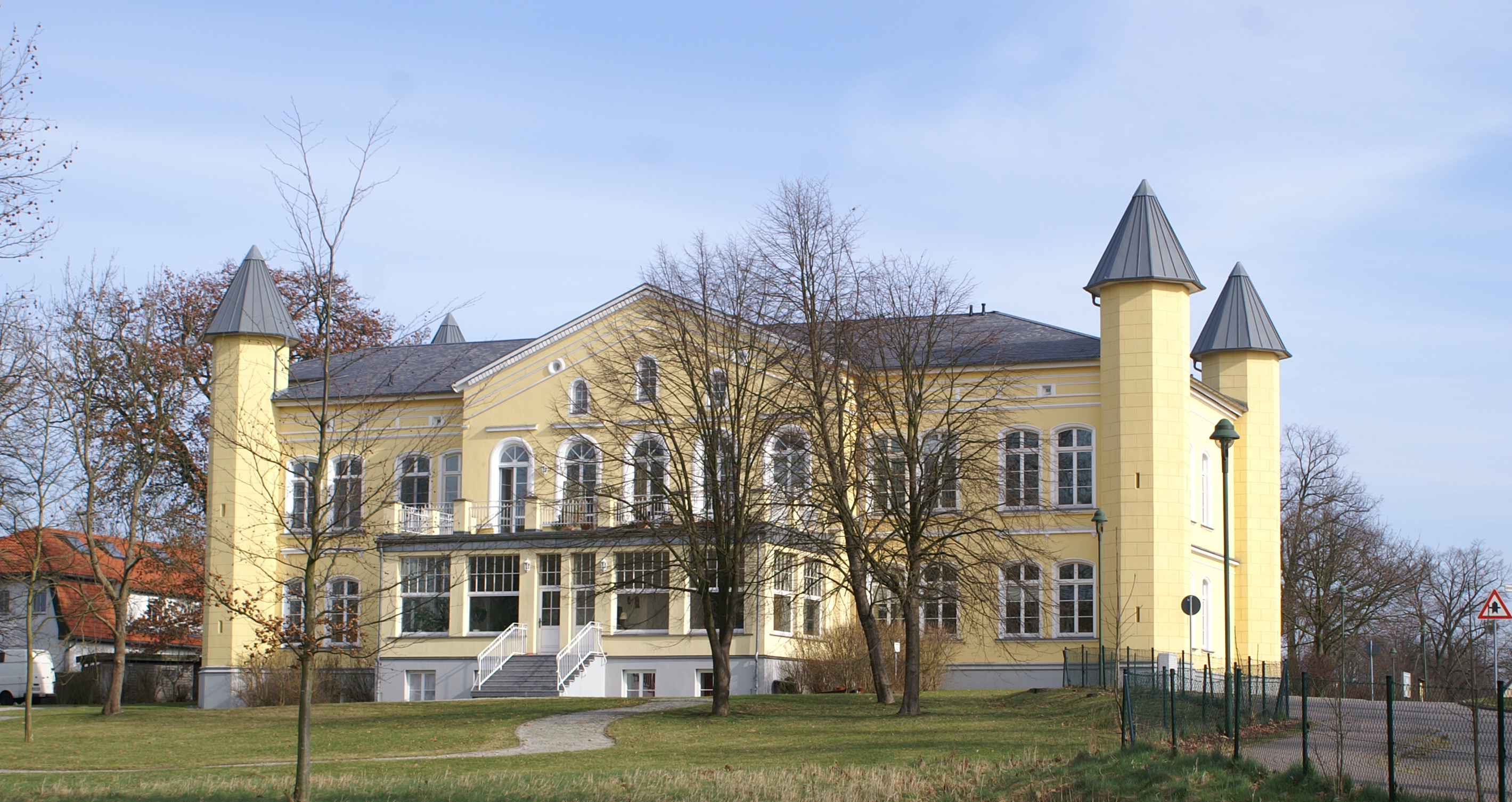
Parkseite

Das Gutshaus Leezen ist ein neugotisches Herrenhaus aus dem 19. Jahrhundert. Es befindet sich in Leezen im Landkreis Ludwigslust-Parchim am Ostufer des Schweriner Sees.

## Geschichte
Das mecklenburgische Gut Leezen (Amt Schwerin) war mehrere Jahrhunderte im Besitz der Familie von Halberstadt. Vor 1790 gelangte der Besitz an die Familie von Laffert. Schon 1791 verkaufte Marie Juliane Louise von Laffert als Witwe des Oberhauptmanns von Laffert das Gut Leezen an Kammerrath Otto von Hahn auf Dammerow (Amt Lübz). Noch 1791 verkauft Otto von Hahn das Gut an Matthias Franz von Bülow auf Vorbeck (Amt Crivitz).
In der ersten Hälfte des 19. Jahrhunderts gelangte nach mehreren Besitzerwechseln das Gut an die Familie Evers. 1850 ließ Carl Detlef Evers durch den mecklenburgischen Landesbaumeister Alexander Friedrich Jatzow das Gutshaus im spätklassizistisch-frühneugotischen Stil errichten. Die Erben von Carl Detlef Evers verkauften das Gut an die Familie Diestel. Seit 2021 ist das Gutshaus im Besitz eines Hamburger Family Offices.
Nach dem Zweiten Weltkrieg und der Enteignung der letzten Besitzer wurden im Gutshaus Flüchtlinge und Vertriebene untergebracht. Das Gut wurde in eine LPG umgewandelt. Anfang der 1990er Jahre stand das Gebäude leer. 1995 erfolgte eine Komplettsanierung, wobei nur die Außenhaut erhalten wurde. Im Gutshaus wurden mehrere Eigentumswohnungen und Büroräume eingerichtet. Das ehemalige Amt Ostufer Schweriner See unterhielt bis Ende 2013 im Haus ein Standesamt.
Der Aufbau des zweigeschossigen Herrenhauses folgt klassizistischen Vorbildern, zeigt in Einzelheiten jedoch bereits Formen der Neugotik: Tudorbögen über den Fenstern des ersten Stocks, Vierpässe in den Zierformen im Mittelrisaliten. Der Baukörper wird von vier Ecktürmchen mit Spitzhelmen flankiert. Der dreiachsige Mittelrisalit an der elfachsigen  Hofseite besitzt einen Dreiecksgiebel mit Staffelfenstern. Dem Mittelrisaliten der dreizehnachsigen Parkseite wurde ein eingeschossiger Anbau mit Dachterrasse vorgesetzt.